# مری و مارتا (فیلم)
مری و مارتا (به انگلیسی: Mary and Martha) فیلمی تلویزیونی محصول سال ۲۰۱۳ و به کارگردانی فیلیپ نویس است. در این فیلم بازیگرانی همچون هیلاری سوانک، برندا بلتین، فرانک گریلو، سم کلفلین، جیمز وودز، بی میلر، ملیسا پونزیو، شان اوبراین، استفانی فاراسی، پیتر جوراسیک و دومینیکا یابلونسکا ایفای نقش کرده‌اند.